# Arvid Aae
Arvid Aae (Johannishus, 1º luglio 1877 – Silkeborg, 12 agosto 1913) è stato un pittore svedese.

## Biografia
Si formò in Danimarca, all'Accademia di Belle Arti di Copenaghen. Negli ultimi anni della sua vita si specializzò in ritratti infantili.